# Melittia azrael
Melittia azrael is een vlinder uit de familie wespvlinders (Sesiidae), onderfamilie Sesiinae.
Melittia azrael is voor het eerst wetenschappelijk beschreven door Le Cerf in 1914. De soort komt voor in het Afrotropisch gebied.